# Kevin Little
Kevin Little (Des Moines, 3 aprile 1968) è un ex velocista statunitense.

## Palmarès

### Mondiali indoor
- 4 medaglie:
  - 1 oro (Parigi 1997 nei 200 m piani)
  - 3 bronzi (Budapest 1989 nei 200 m piani; Toronto 1993 nei 200 m piani; Maebashi 1999 nei 200 m piani)

### Giochi panamericani
- 1 medaglia:
  - 1 argento (Havanna 1991 nei 200 m piani)